# 阿布西肯海蘭茲 (新澤西州)
阿布西肯海蘭茲（英語：Absecon Highlands）是位於美國新澤西州大西洋縣的普查規定居民點。

## 人口
根據2020年美國人口普查的數據，阿布西肯海蘭茲的面積為6.31平方千米，當中陸地面積為5.06平方千米，而水域面積為1.25平方千米。當地共有人口1414人，而人口密度為每平方千米224.09人。